# Chondrosia corticata
Chondrosia corticata är en svampdjursart som beskrevs av Thiele 1899. Chondrosia corticata ingår i släktet Chondrosia och familjen Chondrillidae.
Artens utbredningsområde är havet kring Indonesien. Inga underarter finns listade i Catalogue of Life.